# Karl-Heinz Berndt-Elbing
Karl-Heinz Berndt-Elbing, bürgerlich Karl-Heinz Berndt, (* 22. Januar 1934 in Elbing, Ostpreußen; † 17. Dezember 1999 in Rolfsen) war ein deutscher Kunstmaler.

## Leben
Die Flucht aus Ostpreußen führte Karl-Heinz Berndt als Kind mit seiner Mutter und seinen Geschwistern zunächst nach Berlin. Neben der Ausbildung zum freien Maler durch Emanuel Meier-Sueper und Hertha Reckzey studierte er dort Klassische Philologie, Russische Philologie und Psychologie und war als Dozent sowie redaktioneller Mitarbeiter eines wissenschaftlichen Verlages tätig. In Hamburg lernte er seine spätere Frau Karin kennen und ließ sich mit ihr 1963 als Maler, Schriftsteller und Komponist auf der Insel Sylt nieder. Gemeinsam mit ihr führte er dort über drei Jahrzehnte eine Galerie. Seit dem 1. September 1977 zeichnete Karl-Heinz Berndt seine Arbeiten mit dem Künstlernamen Berndt-Elbing.
Berndt war Ordentliches Mitglied der Künstlergilde, Deutschland, und Träger des Elbinger Kulturpreises 1975. 1977 gründete er mit seiner Frau das House of Art in Winnipeg/Kanada. Er unternahm Studien- und Malreisen nach Frankreich, Skandinavien, Schottland, Nordamerika und in die Sahara. Ankäufe erfolgten durch Galerien, öffentliche Einrichtungen und private Sammlungen in Deutschland, Schweden, Schweiz, Norwegen, Österreich, USA, Kanada, Brasilien und Australien.
Von früher Kindheit mit der Kunst ihres Vaters verbunden, erwarben sich auch die Töchter Nastjenka und Suliko Berndt das handwerkliche Rüstzeug zur malerischen Gestaltung und stellen ihre Arbeiten regelmäßig aus.

## Stil und Motive
Berndt-Elbing arbeitete bevorzugt mit Aquarellfarben auf handgeschöpften Japanpapieren. Diese Technik wurde über die gesamte Schaffensperiode neben den Motiven zu einem künstlerischen Markenzeichen Berndt-Elbings. Im Laufe der Jahre entwickelte Berndt-Elbing darüber hinaus eine neue Technik, die es erlaubte, nach den Prinzipien der Aquarellmalerei auch mit Ölfarben auf Japanpapieren zu arbeiten. Als Motive wählte er neben Blumen und vereinzelten Porträts vor allem Landschaften. Die Landschaft des Nordens blieb immer Mittelpunkt seiner Arbeit, wobei insbesondere die Landschaften Nordfrieslands, der Insel Sylt, Nordamerikas, Kanadas und Norwegens sich in seinen Werken wiederfanden.